# Нагаевский сельсовет (Уфа)
Нагаевский сельсовет  — административно-территориальная единица в Октябрьском районе города Уфы. Не является муниципальным образованием.
Был включен в Октябрьский район Уфы в 1992 году. Это было второе крупное расширение площади района (первое произошло после строительства жилого района Сипайлово в 1986 г.).
Постановление Совета Министров Республики Башкортостан от 17 апреля 1992 года № 100 «О передаче хозяйств Уфимского района в административные границы г. Уфы, предоставлении земель для коллективного садоводства и индивидуального жилищного строительства» (в ред. от 19.10.1992 № 347) гласит:
Включить в состав г. Уфы населенные пункты … Нагаево, Зинино, Жилино, Кордон Нагаевского сельского Совета"
С открытием в 2008 году нового моста через реку Белую началось их стремительное развитие. Сегодня эти населённые пункты образуют микрорайон Нагаево. Микрорайон активно застраивается.